# Medalha Clemens von Pirquet
A Medalha Clemens von Pirquet (em alemão:  Clemens von Pirquet-Medaille) é um prêmio em ciências da Sociedade Austríaca de Alergologia e Imunologia (Österreichische Gesellschaft für Allergologie und Immunologie - ÖGAI), concedida em memória de Clemens von Pirquet desde 1988, em reconhecimento a alergologistas.

## Recipientes
- 1988: Robin Coombs
- 1990: Alain de Weck
- 1994: Alec Sehon
- 2001: Allen P. Kaplan
- 2002: Gunnar Johansson
- 2002: Sergio Romagnani
- 2003: Dietrich Kraft
- 2006: Radvan Urbanek
- 2009: William Erwin Paul
- 2010: Thomas Platts-Mills
- 2012: Reinhart Jarisch
- 2014: Jean Bousquet